# Crayon Shin-chan - Mononoke ninja chinpuden
Crayon Shin-chan - Mononoke ninja chinpuden (クレヨンしんちゃん もののけニンジャ珍風伝?) è un film d'animazione del 2022 scritto da Kimiko Ueno e diretto da Masakazu Hashimoto, trentesima pellicola tratta dal celebre franchise Shin Chan.

## Trama
Una misteriosa donna, Chiyome Hesogakure, si presenta presso l'abitazione dei Nohara e – affermando che in realtà Shinnosuke sia suo figlio – lo rapisce, portandolo in un lontano "villaggio ninja". La famiglia di Shin-chan e i suoi amici partono di conseguenza all'inseguimento, mettendosi alla ricerca del ragazzo, mentre nel frattempo quest'ultimo cerca di scoprire i misteri che si celano dietro al luogo in cui è stato condotto.

## Distribuzione
In Giappone la pellicola è stata distribuita dalla Toho a partire dal 22 aprile 2022.